# Kashmir (textil)
För andra betydelser, se Kashmir (olika betydelser).

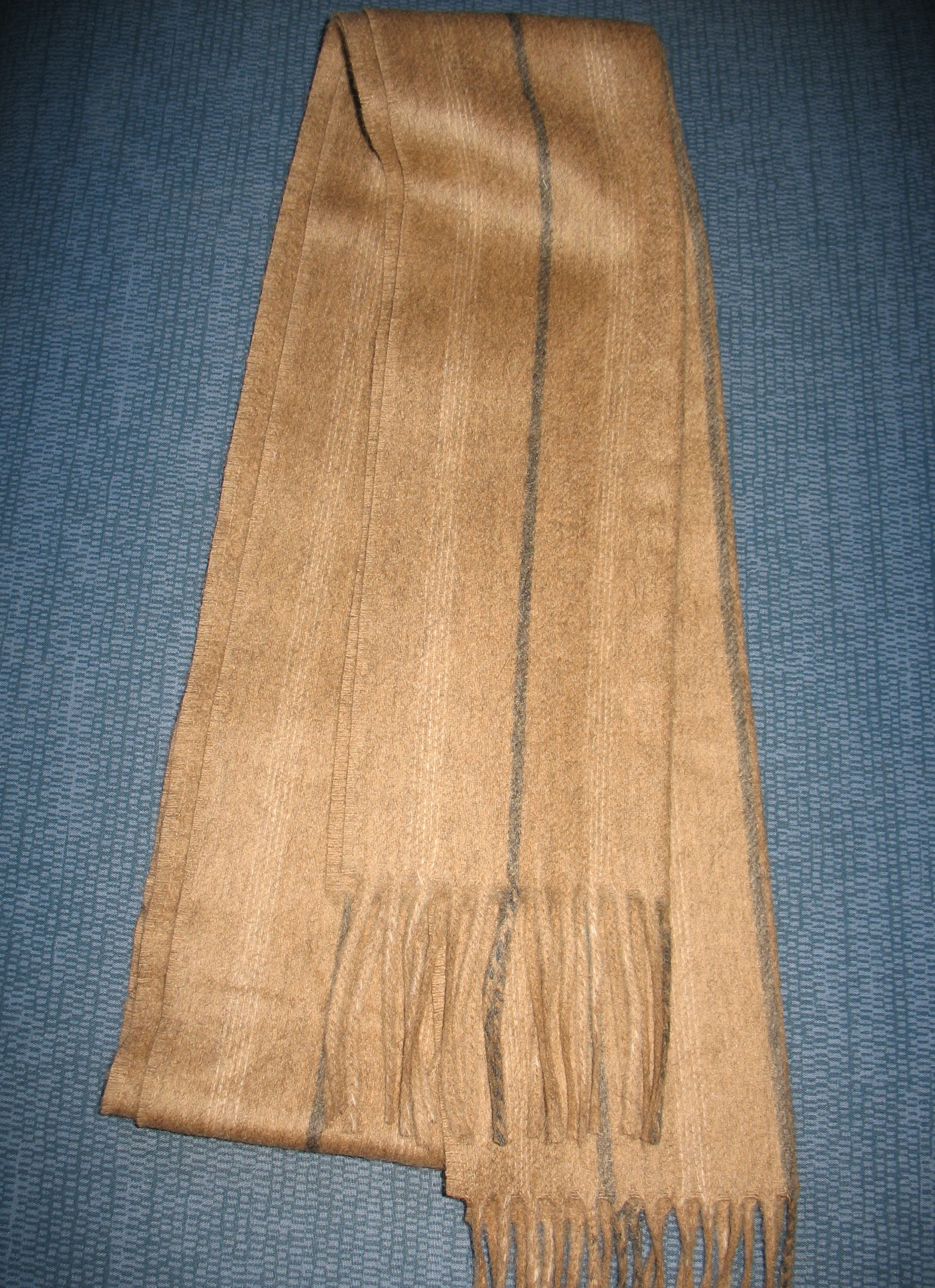
Kashmirsjal

Kashmir, också stavat kaschmir, är underullsfibrer från tamgetter som lever i mycket kallt klimat. Namnet kommer av regionen Kashmir, som ligger i norra  Indien. 
Ullen är mycket mjuk och lätt och används till klädesplagg som pullovrar, kappor, kostymer och sjalar.

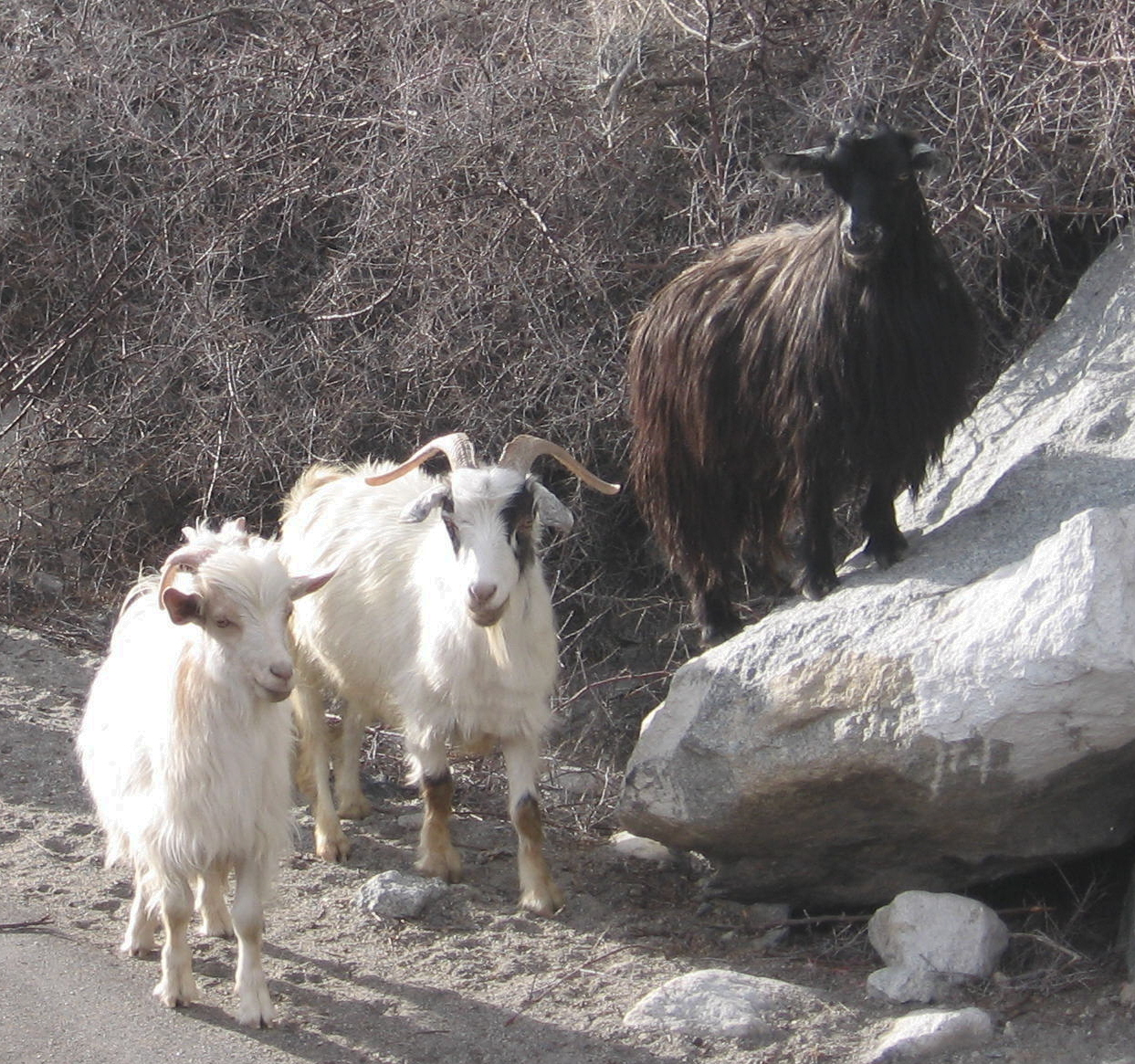
Pashminagetter, som förekommer i Kashmirregionen, producerar kashmirull.

Det finns en mängd olika sorters getter, ofta lokala populationer, som används vid produktion av kashmirull och dessa brukar gå under samlingsnamnet kashmirgetter. Några exempel är Alashanzuoqi, Pashminaget, Hexi och Zhongweiget. 
Merparten av världens kashmir kommer idag från Inre Mongoliet i Kina och från Mongoliet, men även från andra östasiatiska länder. På våren, då getterna börjar att fälla sin vinterull, kammas de för att ta hand om den duniga underullen medan den övriga ullen, det så kallade täckhåret, lämnas. Underullen tvättas och alla rester av skyddshår tas bort. 
Kashmirens kvalitet avgörs av fiberlängd, fibertjocklek, vithet, lyster och fall. Den kashmirull som har högst kvalitet är underull som kommer från getens buk- eller halsparti och har en fiberlängd på minst 36 mm. Bra kashmir ska ha en fiberlängd på minst 32 mm. Kashmir med lägre kvalitet tas ofta från bakdelen av geten och dessa fibrer är kortare och tjockare. Ännu lägre kvalitet har ull som inte är helt separerad från skyddshår eller till och med är utblandad med jak- eller kaninpäls. 
Italien, Skottland, England och Japan är de länder som är marknadsledande i tillverkning av kashmirull. Klädesplagg av högkvalitativ kashmir är mycket dyrbara.
Produktionen av kashmirull är ur ett miljöperspektiv inte helt oproblematisk då getterna sliter loss gräset med rötter och allt. 2008 fanns det cirka 40 miljoner getter i Inre Mongoliet och i områden med hög täthet av getter försvinner det övre matjordsskiktet eftersom det inte finns någon vegetation som binder jorden. Detta leder till erosion och gräsmarker blir till öken.